# Trabajador rural

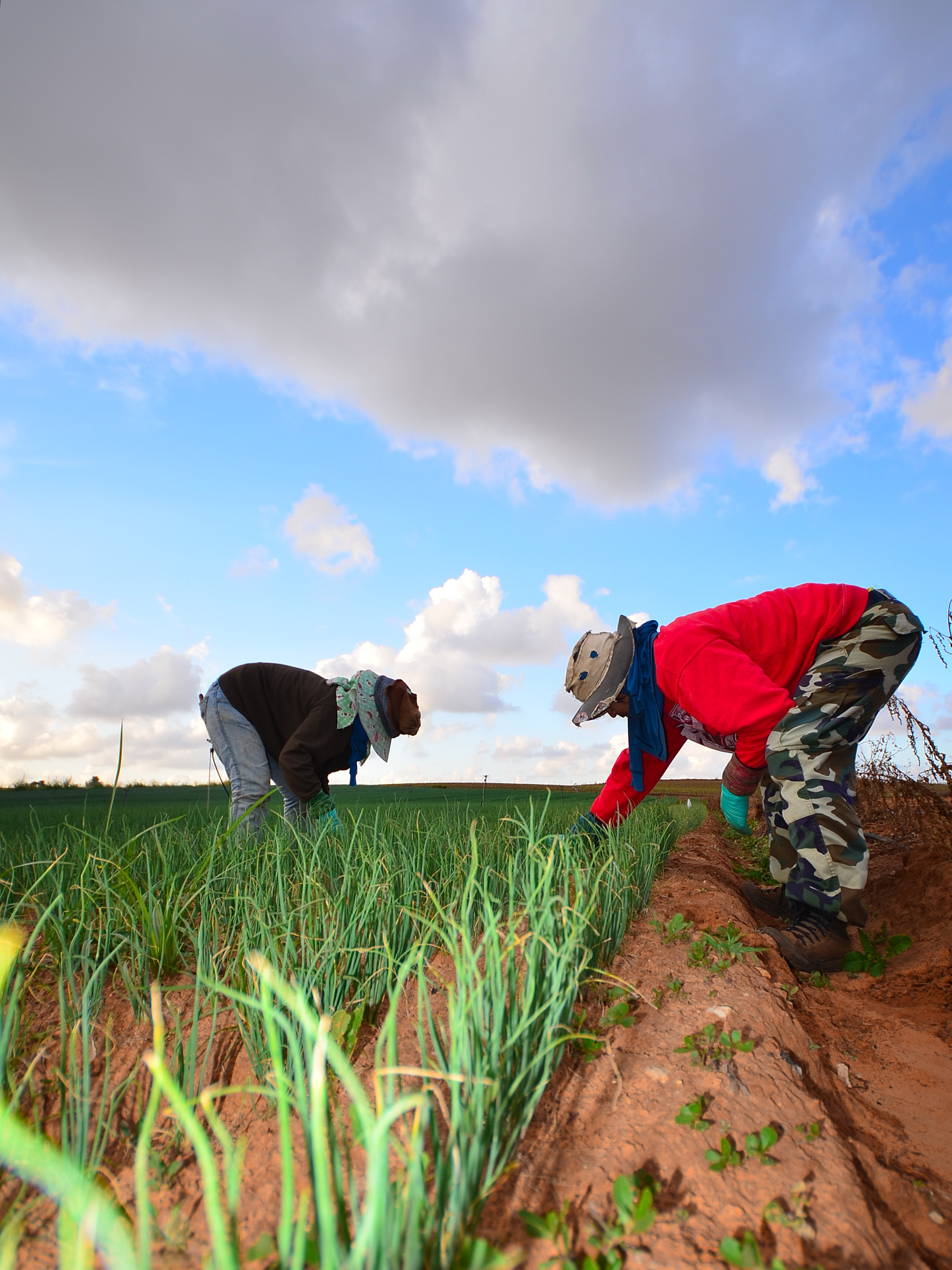
Dos trabajadores agrícolas limpiando y recogiendo cebollas en un campo, en un lugar desconocido.

Un trabajador rural, peón rural o trabajador agrícola es una persona empleada para labores en zonas rurales. Normalmente, un trabajador rural es aquella persona que a cambio de un salario realiza tareas, generalmente agrícolas, en zonas rurales bajo la dirección de un empleador rural. La legislación laboral de cada país define de manera diferente a los trabajadores rurales; algunos países limitan la definición a quienes realizan específicamente tareas agrícolas, mientras que otros incluyen a quienes realizan tareas en áreas rurales, sean o no agrícolas.
La proporción del empleo en la agricultura, la silvicultura y la pesca en el empleo total disminuyó a nivel mundial en 13 puntos porcentuales entre 2000 y 2021, hasta el 26,6 por ciento. Sin embargo, la agricultura sigue siendo la segunda fuente de empleo en todo el mundo después del sector de servicios.
El trabajo rural varía mucho según el contexto, el grado de mecanización de la producción y el tipo de cultivo. Los cultivos de verduras y frutas a menudo requieren mano de obra calificada, pero solo temporalmente durante la temporada de cosecha. Esto lleva a la migración estacional de trabajadores rural.
La mano de obra rural es a particularmente vulnerable a las violaciones de sus derechos humanos, como el derecho a un trabajo digno, incluyendo condiciones de trabajo apropiadas. El trabajo en zonas alejadas, la falta de acceso a la educación, y condiciones sociales de vulnerabilidad y pobreza, genera que a menudo sus derechos sean vulnerados por quienes los emplean.
Son, además, una comunidad particularmente vulnerable a sufrir impactos en su salud por los impactos ambientales de la agricultura, como los efectos de los plaguicidas en la salud o la exposición a otros problemas de salud como la fiebre del valle o las olas de calor.
Para abordar las condiciones laborales marginales, las preocupaciones ambientales y los desafíos de la inmigración, los trabajadores rural han organizado o apoyado muchos movimientos por los derechos laborales, la justicia económica y la justicia ambiental.

## Trabajadores rurales en el mundo

### En México
La Encuesta Nacional de Empleo estimó que hay 2,7 millones de trabajadores rurales en México. Alrededor de un millón son inmigrantes. En el noroeste de México se utiliza mucho mano de obra agrícola estacional y migrante, debido a la considerable producción de frutas y verduras que se produce en esa región. Las estimaciones aproximadas de las necesidades máximas de mano de obra estacional para Sinaloa, Sonora y Baja California Norte y Sur son de 400.000 a 600.000 personas.
Se han identificado varios problemas, particularmente bajos salarios y duras condiciones laborales, que afectan a algunos trabajadores agrícolas en México. Muchas de estas cuestiones son abordadas por organizaciones de trabajadores rurales, lo que resulta en acciones laborales, por ejemplo, huelgas que ocurrieron en 2015.

## Protección laboral
Debido a las condiciones laborales marginales que enfrentan muchos de los trabajadores rurales, se les reconocen

## Carreras
Existen muchos programas, como Oportunidades Mundiales en Granjas Orgánicas (WWOOF), que facilitan la colocación de trabajadores agrícolas voluntarios en tipos específicos de granjas. Además, las granjas pueden ofrecer oportunidades de aprendizaje o pasantías donde se intercambia mano de obra por el conocimiento y la experiencia obtenidos de un tipo particular de producción. En los Estados Unidos, los aprendizajes formales o registrados ofrecen salarios competitivos, así como educación en el aula, además de capacitación en el trabajo, y se rigen por regulaciones estatales que garantizan que se cumplan estándares mínimos de salarios, educación y programas de capacitación, en contraste con muchas pasantías agrícolas informales que pueden ofrecer solo alojamiento y comida como compensación y pueden no beneficiar principalmente al pasante.